# Connemara Whiskey

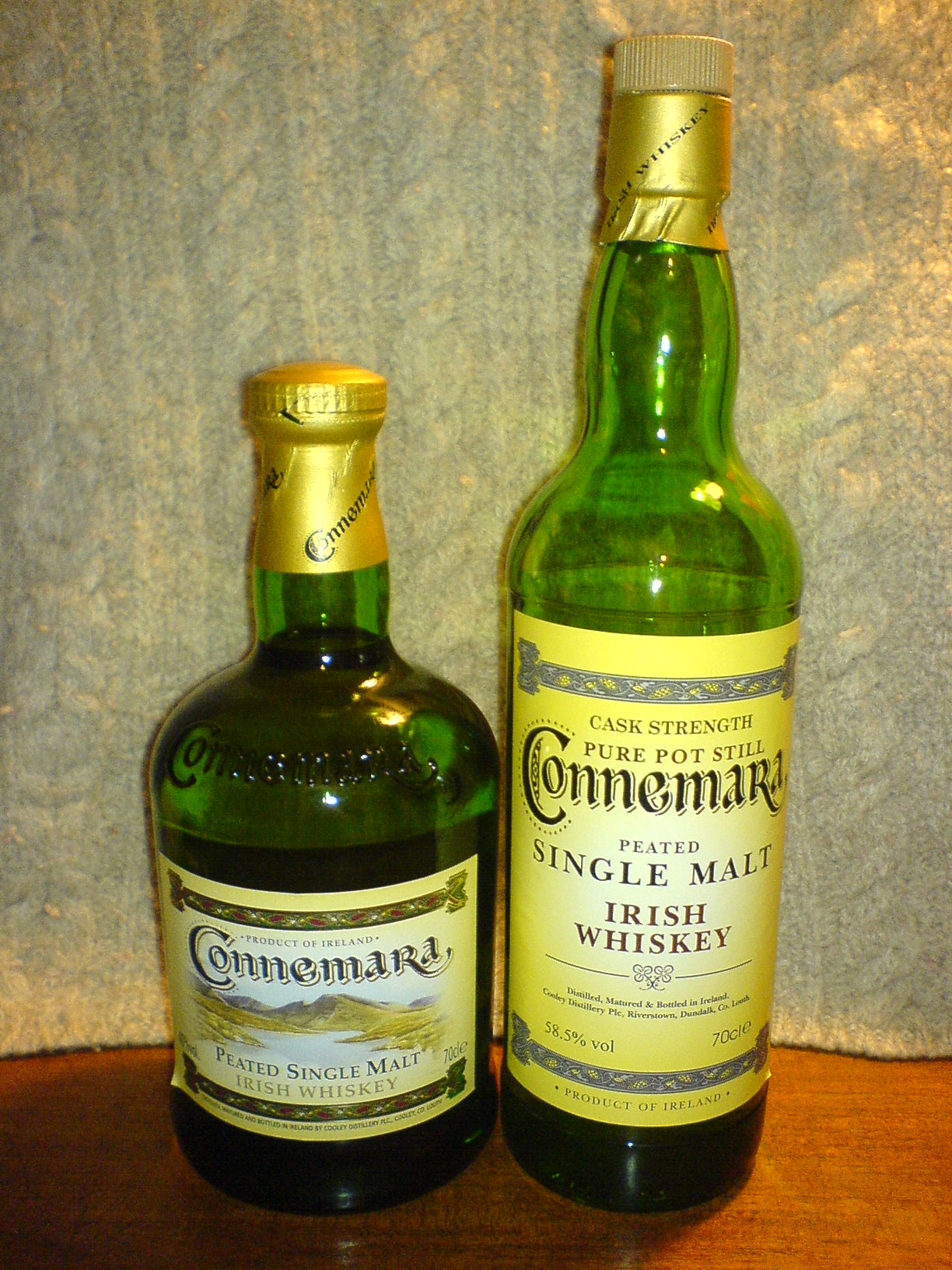
De "gewone" botteling en de Cask Strength versie van Connemara Whiskey (beide No Age Statement)

Connemara Whiskey is een Ierse whiskey met een rokerige smaak door het gebruik van turf tijdens het eesten. Connemara Whiskey heeft daarom veel weg van Schotse whisky.
Connemara wordt gestookt door Cooley Distillery, en is verkrijgbaar in 4 bottelingen: 
- Peated Single Malt Irish Whiskey
- 12 year Old Peated Single Malt Irish Whiskey
- Cask Strength Peated Single Malt Irish Whiskey
- Turf Mòr Peated Single Malt Irish Whiskey